# Marina Baranova

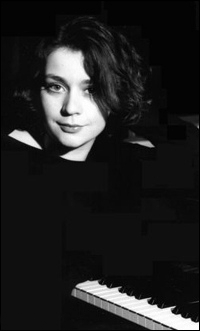
Marina Baranova (2007)

Marina Baranova (* 5. August 1981 in Charkiw) ist eine deutsch-ukrainische Pianistin und Komponistin.

## Biografie
Marina Baranova wurde in der Ukraine in einer Musikerfamilie geboren. Bereits im Alter von fünf Jahren bestand Marina Baranova eine Aufnahmeprüfung am Musikgymnasium für hochbegabte Kinder in ihrer Heimatstadt Charkiw. Mit elf Jahren gewann die Pianistin den 1. Preis beim Internationalen Klavierwettbewerb in der Ukraine, worauf ihre erste Konzertreise durch Finnland folgte.
Seit ihrem 19. Lebensjahr lebt sie in Hannover.

## Ihre Ausbildung
Ende der neunziger Jahre zog Marina Baranova nach Deutschland, um bei Wladimir Krainew an der Hochschule für Musik, Theater und Medien Hannover zu studieren. Während ihrer Studienzeit wurde Baranova jedes Jahr mit mindestens einem international anerkannten Preis bedacht. Heute konzertiert Marina Baranova in Deutschland, Österreich, Frankreich, Italien, Spanien, Benelux, Polen, der Ukraine, Israel, Lateinamerika und Thailand.

## Auftritte und Konzerte
Mit ihren leidenschaftlichen Interpretationen überzeugte sie Publikum und Presse auf Festivals, wie dem internationalen Klavierfestival Ferruccio Busoni, der Wiener Musikwoche, dem Merano Classic Festival, dem Beethovenfest Bonn, dem Granada Piano Festival, der Schumann-Festwoche in Leipzig, der Beethoven-Nacht in Heidelberg und beim Bonner Schumannfest.
Sie trat als Solistin mit der Deutschen Radio Philharmonie Saarbrücken und Kaiserslautern, der Württembergischen Philharmonie, dem Leipziger Gewandhaus-Quartett, dem Slaska Philharmonie Orchester, dem Bromberger Rundfunk Orchester, dem rumänischen Bacau Philharmonie Orchester, den Jerusalem Strings in Yad Vashem, Israel, auf. Ihr Berliner Debüt wurde von Deutschland Radio mitgeschnitten und ihr Konzert im Trierer Kurfürstlichen Palais wurde im SWR 2 übertragen. Über ihre Debüt-CD mit den Werken von Robert Schumann schrieb Joachim Kaiser: „Marina Baranova: eine treffliche Schumann Interpretin!“
Neben der klassischen Aufführungspraxis gilt ihr Interesse den grenzüberschreitenden Projekten: Der NDR engagierte sie für das Improvisationsprojekt „Auschwitz. Reden ist verboten, Schweigen unmöglich“. Sie kann auf eine Vielzahl von Uraufführungen verweisen, unter anderem „Stellar“ für Gitarre (Frank Bungarten), alte Tasteninstrumente (Marina Baranova) und Elektronik (Damian Marhulets). Eine andere elektro-akustische Komposition von Damian Marhulets „Triangulation“ wurde beim Beethovenfest Bonn aufgeführt. Beide Kompositionen wurden Marina Baranova gewidmet.
Sie trat als Kammermusikerin mit Giora Feidman im Wiener Konzerthaus mit dem Programm „Jüdische Lieder und Schubert Lieder“ auf. Kurz darauf folgte eine Einladung zu einer CD-Produktion, bei der sie als Gastsolistin mit Giora Feidman einige Kompositionen aufnahm. Die Zusammenarbeit mit der Klezmerlegende setzt sich im Trio „Fantasy“ mit Giora Feidman und dem Perkussionisten Murat Coskan fort.
Marina Baranova ist auch als Komponistin tätig. Ihr Album „Firebird“ beinhaltet ausschließlich Eigenkompositionen, die sie zusammen mit Murat Coşkun (orientalische Perkussionsinstrumente) eingespielt hat. Es wurde im November 2013 beim Label „Pianissimo Musik“ veröffentlicht und wird von „Edel“ vertrieben.

## Auszeichnungen

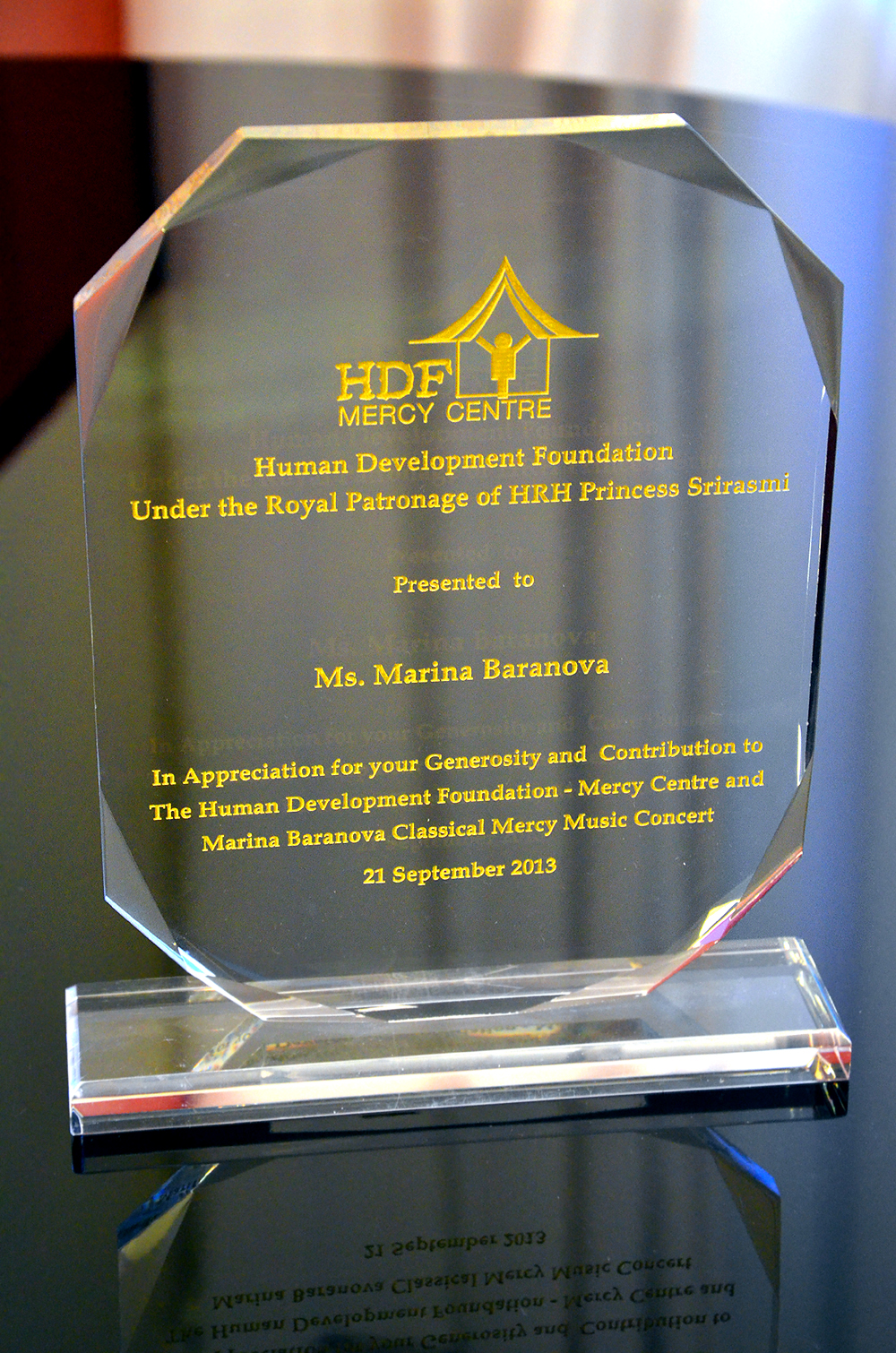
Auszeichnung der thailändischen Human Development Foundation von 2013 an Marina Baranova

- 2008: Internationaler Klavierwettbewerb „Campillos International Piano competition“ in Spanien
- 2008: Internationaler Klavierwettbewerb „Parnassos“ in Monterrey, Mexiko
- 2007: Internationaler Klavierwettbewerb „C.I.P.C.E“ in Madrid, Spanien
- 2006: Internationaler Klavierwettbewerb „Cidade de Ferrol 2006“ Spanien
- 2004: Internationaler Klavierwettbewerb „I.J.Paderewski“ in Polen
- Internationaler Wettbewerb der Musiker „Goldene Chanuka“ mit Gala-Konzert im Urania-Saal, Deutschland
- 2003: Internationaler Klavierwettbewerb „Piano Campus 2003“, Frankreich
- 2002: Internationaler Wettbewerb der Musikalischen Persönlichkeiten „A.Tansman“, Polen
- 1999: Internationaler Klavierwettbewerb „E.Durlet“  in Belgien
- 1992: Internationaler Klavierwettbewerb der Jugend in Ukraine

## Diskographie
- 2007: Impromptu – Label Neuklang NCD4023 (LC 13834)
- 2012: Marina Baranova plays Schumann – Label Pianissimo (Edel)
- 2013: Firebird-Piano Meets World Percussion – Label Pianissimo (Edel)
- 2016: Hypersuites - improvisations and variations on baroque masters – Label Berlin Classics (Edel)
- 2017: Hypersuites Reloaded - electronic baroque music of the 21st century – Label Neue Meister / Berlin Classics / Edel
- 2018: Unfolding Debussy – Label Neue Meister / Edel
- 2021: Atlas of Imaginary Places – Label Neue Meister / Edel
- 2022: White Letters – Label Berlin Classics (Edel)

## Kritik und Presse
- Staatsarchiv Amsterdam (vom 8. November 2013)
- Braunschweiger Zeitung (vom 6. April 2004)
- Wochenspiegel Neunkirch (vom 4. Dezember 2007)